# Peel en Maas
Peel en Maas – gmina w Holandii, w prowincji Limburgia. Utworzona 1 stycznia 2011 przez połączenie gmin Helden, Kessel, Meijel i Maasbree.

## Miejscowości w gminie
| Helden - Beringe - Egchel - Grashoek - Helden - Koningslust - Panningen | Kessel - Kessel - Kessel-Eik | Maasbree - Baarlo - Maasbree | Meijel - Meijel |